# Luce López-Baralt
Luce López-Baralt (San Juan, Puerto Rico, 26 de septiembre de 1944) es una escritora y profesora puertorriqueña, catedrática y profesora Distinguida (Professor Insignis) de literatura española y literatura comparada de la Universidad de Puerto Rico. Es la hermana menor de la también profesora y antropóloga Mercedes López-Baralt, especialista en literatura española y andina.

## Desarrollo académico
Luce López-Baralt (PhD Harvard), estudiosa de literatura española y árabe comparada, es Profesora Distinguida de la Universidad de Puerto Rico y Doctora Honoris Causa por dicha universidad y por la Universidad Complutense de Madrid. Ha recibido la Orden de Isabel la Católica, el Premio Internacional Pedro Henríquez Ureña (México), el Premio Ibn 'Arabi (Murcia), el premio del PEN Club y las becas Guggenheim, Fulbright y Erasmus, entre otras. Es Vicerrectora de la Academia Puertorriqueña de la Lengua Española, correspondiente de la Real Academia Española y de la Academia Dominicana, miembro de la junta editora de numerosas revistas internacionales y columnista del periódico El Nuevo Día.
Conferenciante asidua en América, Europa, el Mediano Oriente y Asia, ha sido investigadora y profesora visitante en las universidades de Harvard, Yale, Brown, México, Complutense de Madrid, Buenos Aires, Rabat y en el Colegio de España en Salamanca, entre otros centros. Ha ocupado las cátedras honoríficas Emilio García Gómez (Granada), Julio Cortázar (Guadalajara), Carlos Fuentes (Veracruz) y Ernesto Cardenal (Managua). Ganó por oposición las cátedras de las universidades de Yale y Brown, pero renunció a ellas para regresar a la Universidad de Puerto Rico, donde ha formado dos escuelas de estudio reconocidas internacionalmente (literatura aljamiada y estudios místicos).
Entre sus libros, traducidos a doce idiomas y premiados por el PEN Club y el Instituto de Literatura Puertorriqueña, se encuentran San Juan de la Cruz y el Islam; Huellas del Islam en la literatura española: de Juan Ruiz a Juan Goytisolo; Asedios a lo Indecible; Un Kama Sutra español; La experiencia mística: tradición y actualidad; La literatura secreta de los últimos musulmanes de España; Obra completa de san Juan de la Cruz (en colaboración con Eulogio Pacho); Moradas de los corazones de Abu-l Hasan al-Nuri de Bagdad (traducción del árabe) y Luz sobre luz (poemas), entre otros.
Entre otros estudiosos, la autora reconoce la influencia del arabista español de principios del siglo XX Miguel Asín Palacios (1871-1944). Como Asín, ha seguido las huellas del camino que muestra interacciones fructíferas entre musulmanes y cristianos en la península ibérica, e.j., que incidieron en la obra de San Juan de la Cruz y a Santa Teresa de Ávila. Este proceso de estudio continúa y ha desembocado eventualmente en el escritor argentino Jorge Luis Borges y en el español Juan Goytisolo. También ha realizado numerosos trabajos sobre la literatura hispanoamericana y puertorriqueña.
Frecuentemente ha servido como profesora e investigadora visitante, enseñando en varias universidades de América del Sur, América del Norte, Europa, África del Norte, Oriente Medio y Asia. Sus obras han sido traducidas al francés, inglés, alemán, holandés, árabe, urdú, persa, hebreo, portugués, croata, italiano y chino.
La profesora Luce López-Baralt recibió su bachillerato en artes en Estudios Hispánicos por la Universidad de Puerto Rico, su maestría en literaturas románicas por la Universidad de Nueva York, y el doctorado, también en esa especialidad literaria, por la Universidad Harvard. También hizo trabajos de postdoctorado en la Universidad Complutense de Madrid y en la Universidad Americana de Beirut.

## Honores
- Doctorado honoris causa por la Universidad de Puerto Rico (1999).
- Doctorado honoris causa por la Universidad Complutense de Madrid (2019).[5]
- Premio Internacional Ibn 'Arabi (Taryumán), Universidad de Murcia (2015).
- Premio Internacional de Ensayo Pedro Henríquez Ureña, otorgado por la Academia Mexicana de la Lengua Española (2016).
- Profesora Distinguida (Professor Insignis) de la Universidad de Puerto Rico (2010).
- Premio del PEN Club y Premio Nacional del Instituto de Literatura Puertorriqueña (recepción de ambos premios en múltiples ocasiones, a partir de 1985, hasta el presente).
- Orden de Isabel la Católica (2014).
- Gran Premio Feria Internacional del Libro, San Juan, Puerto Rico (2000).
- UNESCO, Distinción como mujer escritora (2003).
- Humanista del año, Fundación Puertorriqueña de las Humanidades/ National Endowment for the Humanities (2005).
- El compositor y director de orquesta español José María Sánchez-Verdú compuso una cantata coral con los poemas del libro Luz sobre luz (Estreno: Cuenca, España, 2015).
- Homenaje del Senado de Puerto Rico con una resolución honrando el trabajo académico de toda una vida de las hermanas Luce y Mercedes López-Baralt (1998).
- Varios de sus libros han sido declarados "Libro del año" por El Nuevo Día.
- Premio UNESCO como escritora. San Juan, Puerto Rico (2003).
- En noviembre de 1998, la Universidad de Puerto Rico [5] celebró un Congreso en honor de Luce López-Baralt y de su hermana, también académica, Mercedes López-Baralt (antropóloga, historiadora y crítica literaria). La Fondation Temimi pour la Recherche Scientifique et l’Information (FTERSI), dirigida por el Dr. Abdeljelil Temimi, organizó un Congreso de moriscología en honor de L. López-Baralt (Zaghouan, Tunisia, 2001).
- Primer Premio de Crítica Literaria (First Price for Literary Criticism). PEN Club Internacional, Puerto Rico, por el libro San Juan de la Cruz y el Islam (1986).
- Primer Premio Nacional de Literatura (Bolívar Pagán), Instituto de Literatura Puertorriqueña, por el libro San Juan de la Cruz y el Islam (1986).
- Miembro honorario de la Sociedad Nacional Hispánica Sigma Delta Pi, por la Universidad de Miami.
- Varios de sus libros han sido declarados "Libro del año" por El Nuevo Día.

## Cátedras honorarias (ocupadas entre 2008 y el presente)
- Cátedra Emilio García Gómez (Universidad de Granada, 2009).
- Cátedra Libre Ernesto Cardenal (Universidad de Managua, Nicaragua, 2010).
- Cátedra Cortázar (Universidad de Guadalajara, México, 2011).
- Cátedra Carlos Fuentes (Universidad Veracruzana, México, 2012).

## Algunas publicaciones[6]

### Libros
- San Juan de la Cruz y el Islam. Estudio de la filiación semítica de su literatura mística. Colegio de México/ Universidad de Puerto Rico: 1985; Madrid: Hiperión, 1990.
- Huellas del Islam en la literatura española. De Juan Ruiz a Juan Goytisolo. Madrid: Hiperión, 1985 y 1989.
  - Este libro se tradujo al árabe en Tunisia (CEROMDI/ Universidad de Puerto Rico, 1990); al inglés (Islam in Spanish Literature, Brill: Leiden, 1991); de nuevo al árabe en Egipto y Arabia Saudita (2002); y al chino (Beijing: Academia de Ciencias Sociales, 2014).

- Edición: /Adilíes y alumbrados de Miguel Asín Palacios (Madrid: Hiperión, 1990).
- Edición: Número doble de tema hispano-semítico en colaboración con Marta Elena Venier, Nueva Revista de Filología Hispánica XXX, 1981.
- Edición: Obras completas de san Juan de la Cruz (en colaboración con Eulogio Pacho). Madrid: Alianza Editorial, 1991. Múltiples reimpresiones y tercera edición aumentada (2015).
- Un Kama Sutra español. Madrid: Siruela, 1992. Segunda edición comisionada por Vaso Roto (Madrid/ México, 2016).[7]
  - Un Kama Sutra español. El primer tratado erótico de nuestra lengua (ms. S-2 BRAH Madrid y Ms. 1767 BRP Madrid). Madrid: Ediciones Libertarias, 1995. (versión abreviada y modernizada.) (Traducido al árabe: FTERSI, Zaghouan, Tunisia / UNESCO, Paris/ Universidad de Puerto Rico, Río Piedras.) Segunda edición: Vaso Roto (Madrid/México 2017).

- Erotismo en las letras hispánicas. Aspectos, modos y fronteras. En colaboración con Francisco Márquez Villanueva (Harvard). México: Colegio de México, 1995.
- El sol a medianoche. La experiencia mística: tradición y actualidad. En colaboración con Lorenzo Piera. Madrid: Trotta, 1996 y 2017.
- Edición: Crónica del '98. El testimonio de un médico puertorriqueño, por Esteban López Giménez. En colaboración con Mercedes López-Baralt. Madrid: Trotta, 1998.

- Asedios a lo Indecible. San Juan de la Cruz canta al éxtasis transformante. Madrid: Trotta, 1998.
- Las moradas de los corazones de Abu-l-Hasan al-Nuri de Bagdad. Traducción del árabe, estudio preliminar y notas de Luce López-Baralt. Madrid: Trotta, 1999.

- The Sufi trobar clus and Spanish mysticism A Shared Symbolism. Traducción de Andrew Hurley. Lahore, Pakistán: Iqbal Academy, 2000.
- Entre libélulas y ríos de estrellas: José Hierro y el lenguaje de lo imposible. Madrid: Cátedra, 2002.
- Guardados en la sombra: textos para la prehistoria de José Hierro. Madrid: Cátedra, 2002.
- Edición y traducción: Poemas de la vía mística de Seyyed Hossein Nasr. Madrid: Ediciones Mandala, 2002.

- El Viaje maravilloso de Buluqiya a los confines del universo en una leyenda morisca del siglo XVI. Madrid: Trotta, 2004.

- A zaga de tu huella: acerca de la enseñanza de las lenguas semíticas en Salamanca en tiempos de San Juan de la Cruz. Madrid: Trotta, 2006.

- La literatura secreta de los últimos musulmanes de España. Madrid: Trotta, 2009.
  - Traducción al árabe en Riad, Arabia Saudita, por Nadia Lachiri (Universidad de Mequínez) y Mohamed Barrada (Univ. de Fez), a bajo la dirección de Yahya Ben Yuneid (julio de 2019).
- Vida en el amor/vida perdida en el amor: el cántico místico de Ernesto Cardenal. Managua: Academia Nicaragüense de la Lengua/ Universidad Americana (UAM), 2010.
- Tratado de los dos caminos por un morisco refugiado en Túnez (ms. S-2 BRAH). Álvaro Galmés de Fuentes, Juan Carlos Villaverde, Luce López-Baralt, eds.). Instituto Universitario Seminario Menéndez Pidal, Universidad Complutense de Madrid/ Seminario de Estudios Árabo-Románicos (Universidad de Oviedo, España), 2006.
- Discursos de aceptación (Luce López-Baralt: Profesora Distinguida/Professor Insignis)/ Carlos Fuentes (Doctorado Honoris causa). Edición de la Revista de Estudios Hispánicos, Universidad de Puerto Rico, Río Piedras, 2002. (Cuadernillo).
- Repensando la experiencia mística desde las ínsulas extrañas. Madrid: Trotta, 2013.
- Luz sobre luz. Madrid: Trotta, 2014. José María Sánchez-Verdú escribió una cantata coral basada en los poemas de este libro (2015).
- Miguel Asín Palacios, estudiante de la lengua sánscrita y profesor de la filosofía religiosa de la India. En colaboración con Gloria Maité Hernández. Madrid: Mandala Ediciones, 2015.
- Nueve ensayos en busca de nuestra expresión literaria hispánica: de Juan Ruiz a Luis Rafael Sánchez. Libro comisionado por la Academia Mexicana de la Lengua Española como parte del Premio Internacional de Ensayo Pedro Henríquez Ureña. México: Academia Mexicana de la Lengua Española, 2017.
- Mélanges Abdeljelil Temimi. En hommage à l’oeuvre réalisée en moriscologie. Edición de Luce López-Baralt y Ridha Mami. Série 2: Études Morisques no 64. Tunis/San Juan: Publications du Centre d’Études et de Traductions Morisques en partenariat avec le Centre d’Études Aljamiado de Porto-Rico, 2001.
- El cuerpo muere y el verso vuela: la poesía metafísica de Pedro Salinas y Luis Palés Matos. En colaboración con Mercedes López-Baralt. Madrid: Mandala Ediciones, 2009.

### Otros textos
- Volumen conmemorativo en honor de Luce López-Baralt (Festschifts): Morada de la palabra. Homenaje a Luce y Mercedes López-Baralt, W. Mejías López, ed., 2 vols. San Juan: EDUPR, 2002. Participantes: Ernesto Cardenal, Mario Vargas Llosa, Alan Deyermond, etc.

### Artículos
He aquí un pequeño muestrario de los artículos publicados por la autora, que en total sobrepasan los 300.
- "Crónica de la destrucción de un mundo: la literatura aljamiado-morisca", Bulletin Hispanique LXXXII (1980) 16-58.
- "Los lenguajes infinitos de San Juan de la Cruz e Ibn 'Arabi de Murcia", Actas, VIº Congreso Internacional de Hispanistas, Toronto, Canadá, 1980, 473-474.
- "De Nuri de Bagdad a Santa Teresa de Jesús: el símbolo de castillos concéntricos del alma", Vuelta (julio de 1983), México, 18-22.
- "El oráculo de Mahoma sobre la Andalucía musulmana de los últimos tiempos en un manuscrito aljamiado-morisco de la Biblioteca Nacional de París", Hispanic Review (1984) 41-57.
- "La guaracha del Macho Camacho, saga nacional de la 'guachafita' puertorriqueña", Revista Iberoamericana (1985) 103-123.
- "Un morisco astrólogo, experto en mujeres (ms. Junta XXVI)", en colaboración con Luisa Piemontese y Claire Martin, Nueva Revista de Filología Hispánica XXXVI (1988) 261-276. Reproducido en Las prácticas musulmanas de los moriscos andaluces (1492-1909), Actas del III Simposio Internacional de Estudios Moriscos, Publications du Centre d'Études et de Recherches Ottomanes, Morisques, de Documentation et d'Information, Zaghouan, Tunis, 1989, 109-119.
- "The Legacy of Islam in Spanish Literature" en: The Legacy of Muslim Spain, ed. Salma Khadra Jayyusi, Brill, Leiden, 1992, 505-554.